# Ann Mandrella
Ann Mandrella est une actrice et chanteuse française de comédies musicales, née le 3 août 1971 à Besançon.

## Biographie
Née à Besançon, sa famille déménagera très vite à Coblence en Allemagne. Elle manifeste très tôt son intérêt pour la scène, et suit alors des cours de danse et de chant. Après ses études secondaires, elle poursuit son projet artistique à la Folkwang Universität et obtient un diplôme en spectacle musical. Elle continue une formation à Vienne, et commence sa carrière dans plusieurs rôle locaux, puis dans de nombreux pays d'Europe. Elle rencontre son futur mari Drew Sarich, acteur et musicien de théâtre musical américain, qui l'amène dès 2005 de la Suisse à San Francisco, puis définitivement à New York en 2006. Elle a fait ses débuts à Broadway en 2007, avant de retourner en Autriche où elle réside actuellement et se produit régulièrement dans la région.

## Spectacles
- Grease - Cha-Cha (1994–1995).
- La Belle et la Bête (Vienne)- Babette (1995–1997).
- Cole Porter Revue - Juliet (1996–1997).
- West Side Story - Anita (1997).
- City of Angels (Krefeld) - Gabby/Bobby (1997).
- Die Schöne und das Biest (Stuttgart) - Babette (1997–1998).
- City of Angels (Amstetten) - Gabby/Bobby (1998).
- Chicago (Vienne) - June (u/s Roxie) (1998–1999).
- Chicago (Berlin) - Roxie (2000).
- Chicago (Suisse) - Roxie (2000–2001).
- Time Out! - Maxine (2001).
- Chicago (Düsseldorf) - Roxie (2001–2002).
- What a Feeling - Aylin (2002).
- Wake Up - Lydia (2002–2004).
- Lapdog and Wildcat (2003).
- The Wild Party (Amstetten) - Queenie (2003).
- The Wild Party (Klagenfurt) - Queenie (2004–2005).
- Show Boat - Ellie (2005–2006).
- Jacques Brel Is Alive and Well and Living in Paris - u/s Woman #1 (2006).
- La Belle et la Bête (Broadway) - Babette (2007).
- Evita (Dortmund) - Eva Perón (2009).
- Pardon My English (Dresde) - Gitta (2009).
- Ich war noch niemals in New York (Vienne) - Lisa Wartberg (2010).
- Hello, Dolly! (Lehar festival, Bad-Ischl) - Dolly Levi (2013).

## Discographie
- What A Feeling (version originale de Bonn).
- Wake Up (V.O. de Vienne).
- Die Schöne und das Biest (V.O. de Stuttgart).
- Chicago (V.O. de Vienne).
- Die Schöne und das Biest (V.O. de Vienne).
- Grease (V.O. de Vienne).
- Musical Christmas in Vienna (Concert de 2003).